# 5194 Böttger
5194 Böttger è un asteroide della fascia principale. Scoperto nel 1960, presenta un'orbita caratterizzata da un semiasse maggiore pari a 2,7065130 UA e da un'eccentricità di 0,0444774, inclinata di 4,30597° rispetto all'eclittica.